# Peter Muhlenberg

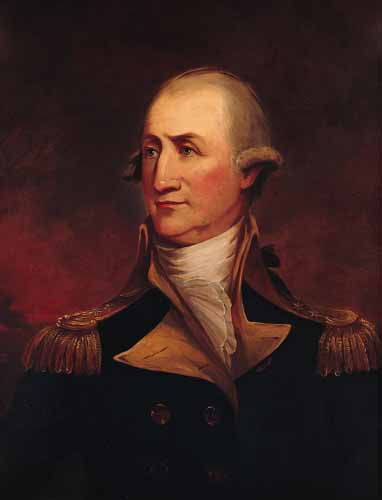
Peter Muhlenberg

John Peter Gabriel Muhlenberg (* 1. Oktober 1746 in Trappe, Montgomery County, Province of Pennsylvania; † 1. Oktober 1807 in Grays Ferry, Montgomery County, Pennsylvania) war ein US-amerikanischer Politiker, der in den Gründerjahren der Vereinigten Staaten den Bundesstaat Pennsylvania in beiden Kammern des Kongresses vertrat. Er kämpfte als General im Amerikanischen Unabhängigkeitskrieg.

## Leben
John Muhlenberg war Mitglied einer bekannten deutschstämmigen Familie, deren Mitglieder vor allem in der Politik und in der Theologie tätig waren. Sein Vater Henry Melchior Muhlenberg (1711–1787) war noch in Deutschland geboren und gilt als Begründer des deutschsprachigen lutherischen Gemeindewesens in den britischen Kolonien in Nordamerika und wird deshalb als der Patriarch der lutherischen Kirche in Nordamerika bezeichnet. Sein Bruder Frederick Muhlenberg (1750–1801) war Kongressabgeordneter und im Jahr 1789 der erste Sprecher des Repräsentantenhauses der Vereinigten Staaten. Ein weiterer Bruder, Henry Muhlenberg (1753–1815), war Theologe und Naturforscher. Sein Neffe John Andrew Shulze (1774–1852) war Gouverneur von Pennsylvania. Zu seinen Verwandten gehörten auch die Kongressabgeordneten Henry A. P. Muhlenberg (1782–1844), Henry Augustus Muhlenberg (1823–1854) und Frederick Augustus Muhlenberg (1887–1980). Auch sein Sohn Francis Swaine Muhlenberg (1795–1831) saß im US-Repräsentantenhaus.
John Muhlenberg erhielt eine klassische Ausbildung. Er studierte zwischen 1763 und 1766 in Halle Latein. Dort war er zwischenzeitlich auch als Dragoner beim Militär. Danach kehrte er nach Pennsylvania zurück und studierte an der Academy of Philadelphia, der heutigen University of Pennsylvania, Theologie. Im Jahr 1768 wurde er als Geistlicher der Lutheraner ordiniert. In den folgenden Jahren war er in den Städten New Germantown und Bedminster in New Jersey als Pastor tätig. Dann zog er nach Woodstock in Virginia. Im Jahr 1772 ging er nach England, wo er auch von der Anglikanischen Kirche zu deren Geistlichen geweiht wurde.
In den 1770er Jahren schloss er sich der amerikanischen Revolution an. Im Jahr 1774 war er Mitglied im damals noch kolonialen Abgeordnetenhaus von Virginia (Virginia house of burgesses). Dann wurde er Vorsitzender des Sicherheitsausschusses im damaligen Dunmore County das später im Shenandoah County aufging. Während des nun folgenden Amerikanischen Unabhängigkeitskriegs stellte er das achte Regiment aus Virginia auf, das hauptsächlich aus deutschstämmigen Soldaten bestand. Er kommandierte diese Einheit auch zeitweise. Im Jahr 1777 wurde er Brigadegeneral in der Kontinentalarmee. In der entscheidenden Schlacht bei Yorktown kommandierte er die 1. Brigade der leichten Division des Marquis de Lafayette. 1783 wurde er zum Brevet Generalmajor befördert. Nach dem Krieg kehrte er in das Montgomery County in Pennsylvania zurück. Dort begann er auch seine politische Laufbahn. Im Jahr 1784 wurde er Mitglied im Supreme Executive Council of Pennsylvania, das in etwa einem heutigen Staatskabinett entsprach. Von 1785 bis 1788 war er Vizepräsident dieses Gremiums. Das entspricht dem späteren Rang eines Vizegouverneurs.
In den Jahren 1789 bis 1791, 1793 bis 1795 und von 1799 bis 1801 vertrat er den Staat Pennsylvania im US-Repräsentantenhaus. Politisch wurde er Mitglied der Ende der 1790er Jahre vom späteren Präsidenten Thomas Jefferson gegründeten Demokratisch-Republikanischen Partei. Während seiner letzten Amtszeit im Repräsentantenhaus wurde im Jahr 1800 die neue Bundeshauptstadt Washington, D.C. bezogen. Im Jahr 1800 wurde John Muhlenberg in den US-Senat gewählt, wo er am 4. März 1801 sein neues Mandat antrat. Dieses Amt bekleidete er aber nur bis zu seinem Rücktritt am 30. Juni des gleichen Jahres. Dieser Schritt erfolgte, nachdem er von Präsident Jefferson zum Leiter der Bundesfinanzbehörde für Pennsylvania ernannt worden war. Im Jahr 1802 wurde er dann Leiter der Zollbehörde in Philadelphia. Dieses Amt übte er bis zu seinem Tod am 1. Oktober 1807, seinem 61. Geburtstag, aus.
Nach ihm ist Muhlenberg County in Kentucky benannt.